# Moso’s Footprint

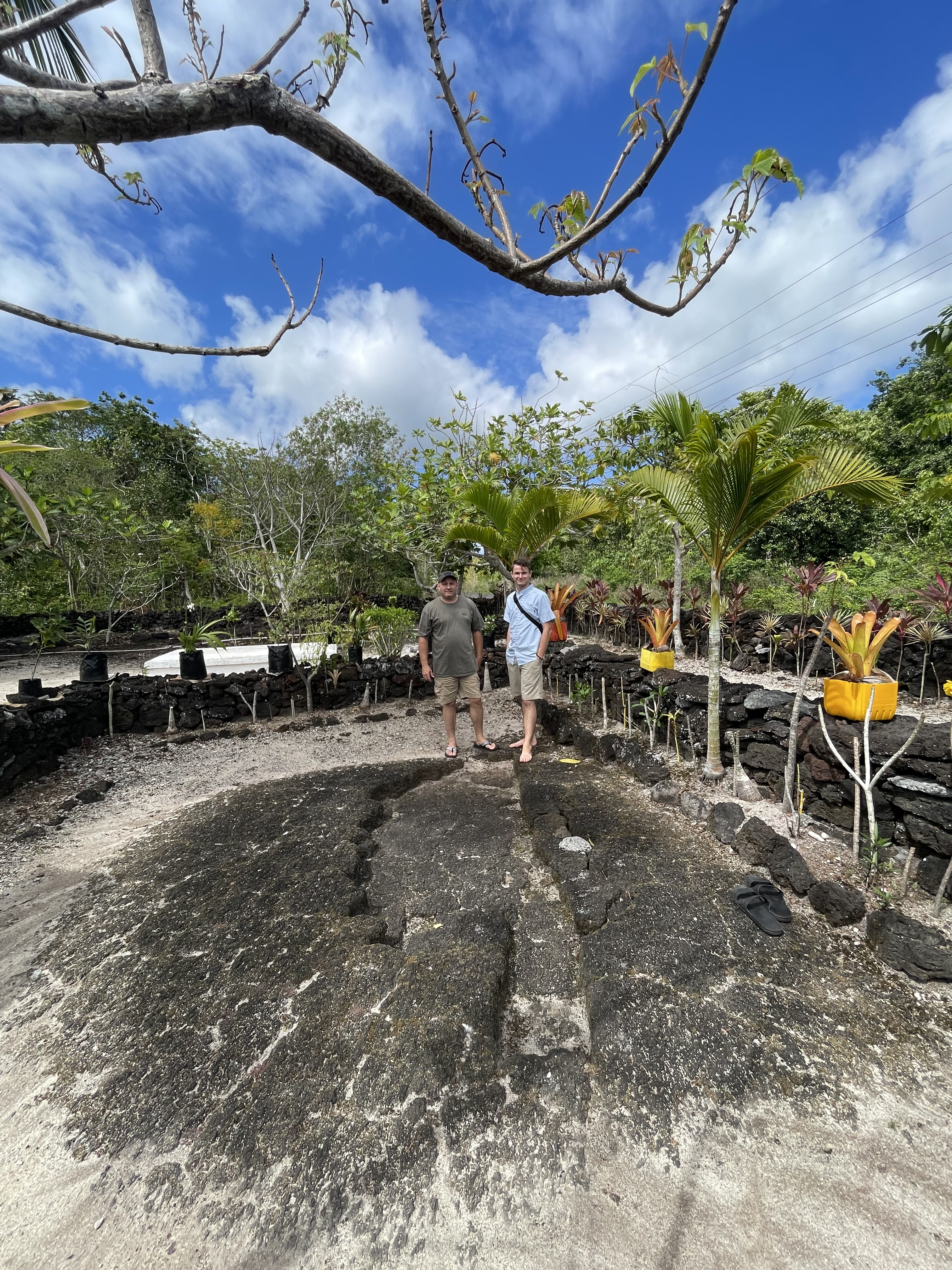
Moso’s Footprint 2022

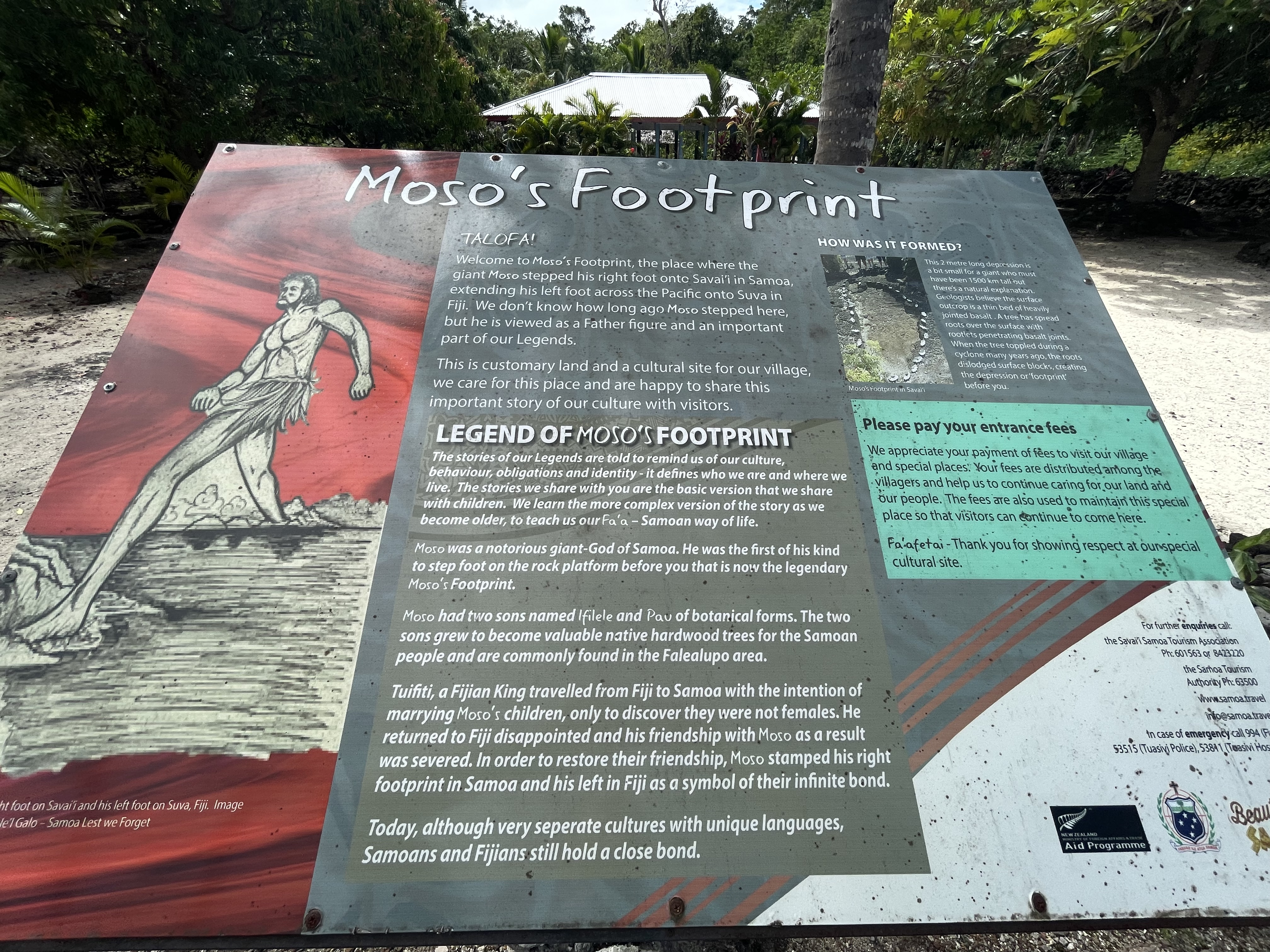
Plakette der Savai‘i Tourism Association 2022.

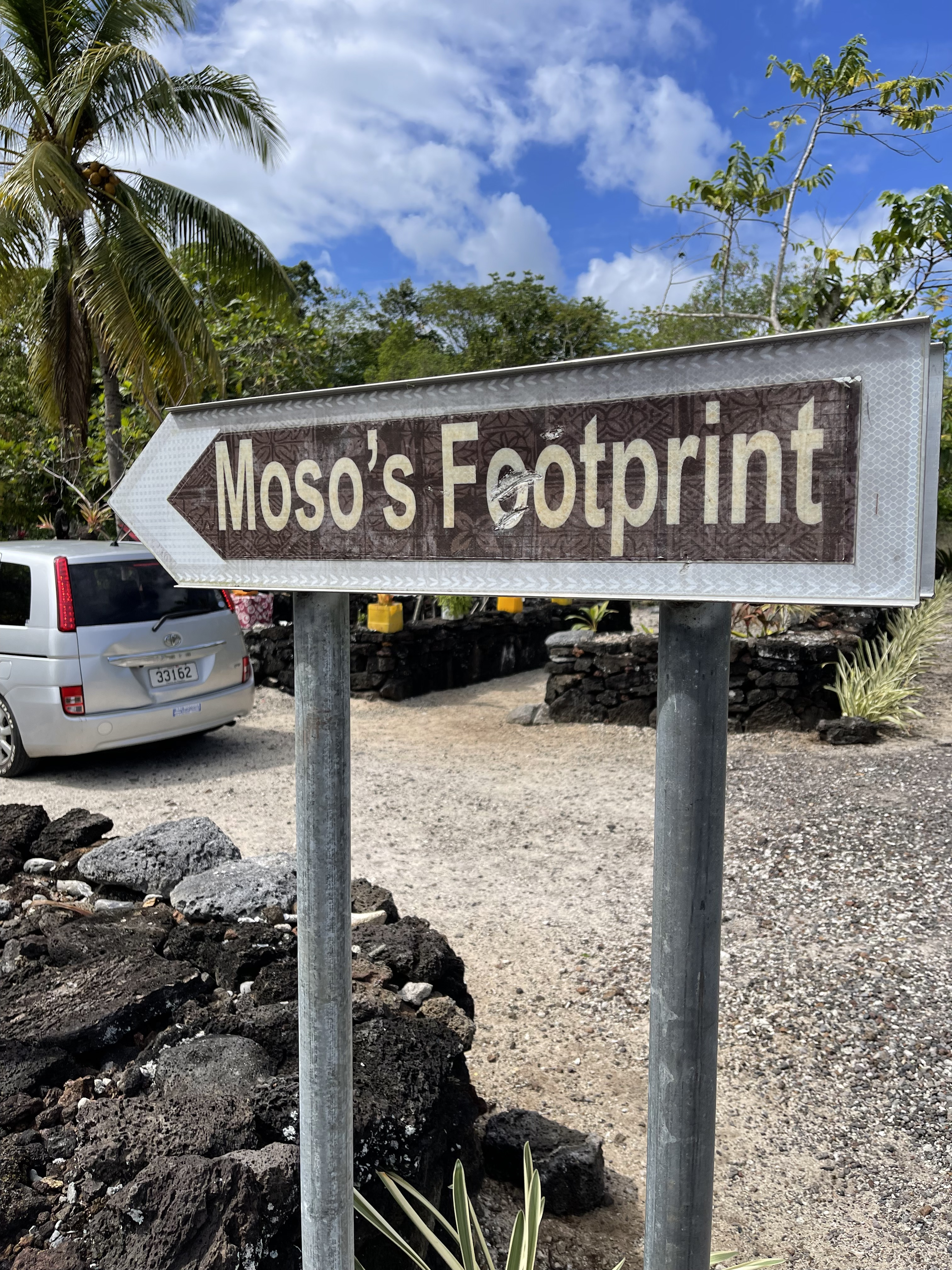
Eingang zum Schutzgebiet 2022

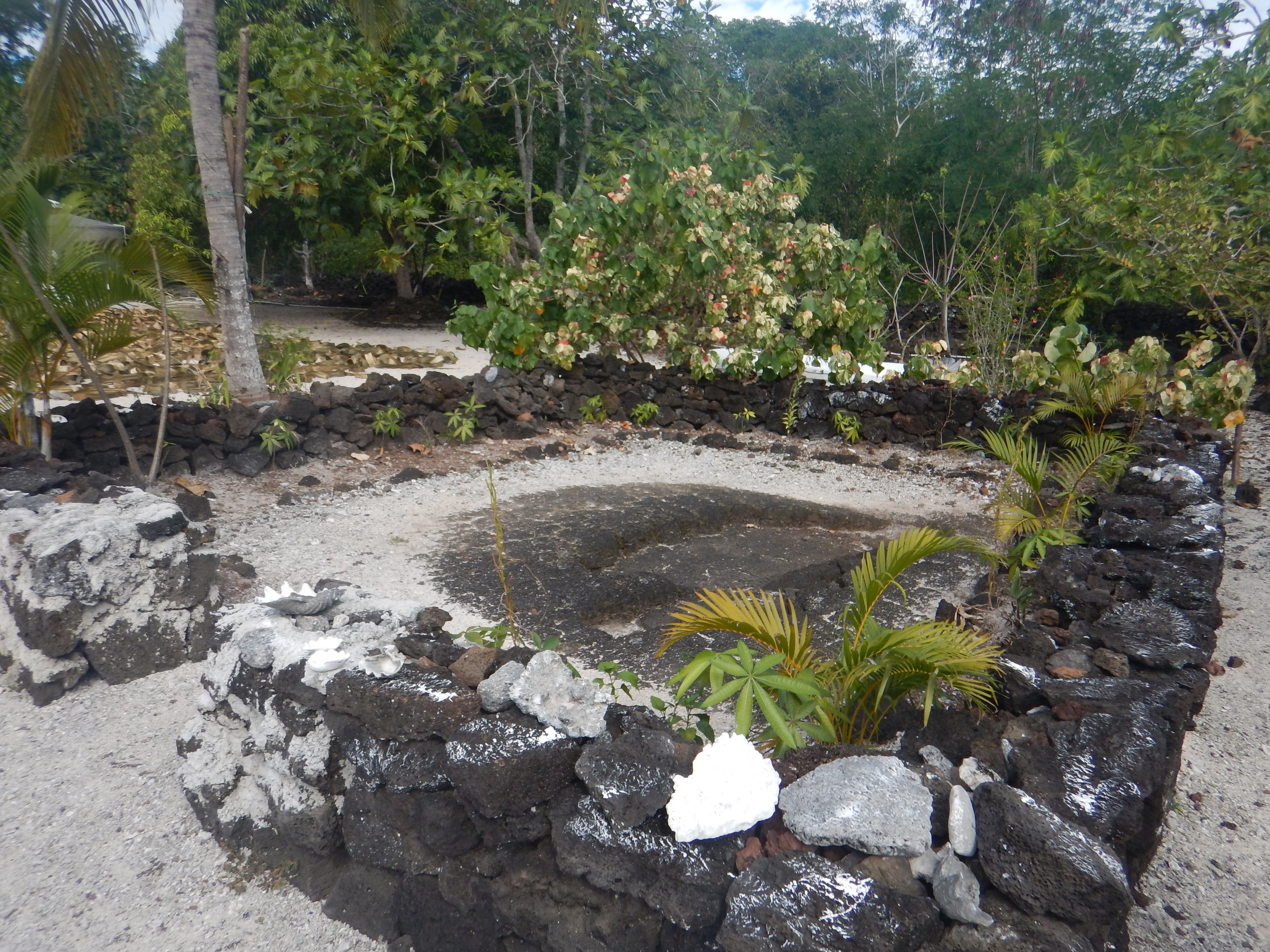
Moso’s Footprint 2016.

Moso’s Footprint (samoanisch Tulagāvae a Moso) ist ein ungewöhnlicher „Abdruck“ im Basalt an der Küste von Samoa, eine so genannte Petrosomatoglyphe. Nach der Legende hinterließ der Riese Moso diesen Abdruck im Basalt, als er von Samoa nach Fidschi hinübertrat, Das Gegenstück wird in Viti Levu in Fidschi gezeigt.

## Legende
Moso war ein berüchtigter riesiger Dämon von Samoa. Er hatte die zwei Söhne Filele und Pau welche botanische Formen angenommen hatten. Die beiden Söhne wuchsen zu wertvollen einheimischen Hartholzbäumen heran. (Bäume dieser Arten sind heute häufig in der Gegend von Falealupo zu finden.) Tuifiti, ein fidschianischer König, reiste von Fidschi nach Samoa mit der Absicht, Mosos Kinder zu heiraten, nur um festzustellen, dass es keine Mädchen waren. Er kehrte enttäuscht nach Fidschi zurück und seine Freundschaft mit Moso wurde dadurch zerstört. Um ihre Freundschaft wiederherzustellen, stampfete Moso seinen rechten Fußabdruck in Samoa und seinen linken in Fidschi ein als Symbol ihrer unendlichen Verbundenheit. Obwohl Samoaner und Fidschianer sehr unterschiedliche Kulturen mit unterschiedlichen Sprachen sind, pflegen sie heute noch eine enge Verbindung.

## Wissenschaftliche Erklärungen
Diese 2 m lange Vertiefung ist für einen Riesen, der 1500 km hoch gewesen sein müsste, viel zu klein.
Eine natürliche Erklärung bieten Geologen. Der Oberflächenaufschluss ist eine dünne Schicht aus stark zerklüftetem Basalt.
Wahrscheinlich hatte ein Baum seine Wurzeln über die Oberfläche ausgebreitet, wobei die Wurzelspitzen die Basaltfugen durchdrungen haben. Als der Baum während eines Zyklons umstürzte, lösten die Wurzeln Oberfläche und hinterließen so die Vertiefung, den so bezeichneten „Fußabdruck“.